# Krośniewice
Krośniewice este un oraș în Polonia.